# Ilionée
Ilionée  (en grec ancien Ἰλιονεύς / Ilioneús) est un personnage de la mythologie grecque. Sa vie est relatée dans l'épopée légendaire de l'Iliade.

Ilionée fut tué par Pénélée qui visait en fait Acamas.
Il dit ; et ce discours superbe cause une vive douleur aux Argiens, mais surtout excite la colère du brave Pénélée. Il fond sur Acamas ; ce héros évite la fureur du roi Pénélée, qui frappe Ilionée, fils de Phorbas, riche en troupeaux, celui de tous les Troyens que Hermès chérissait le plus et qu’il combla de biens. L’épouse de Phorbas n’eut de lui que le seul Ilionée. Pénélée le blesse dans l’œil, au-dessous du sourcil ; il arrache la prunelle, le dard pénètre à travers l’œil et ressort derrière la tête. Ilionée tombe assis, les deux mains étendues. Aussitôt Pénélée, tirant son glaive, tranche le cou du guerrier ; la tête roule à terre avec le casque ; le fort javelot est encore enfoncé dans l’œil : alors, l’enlevant comme la tête d’un pavot, il s’adresse aux Troyens, et, fier de son triomphe, il s’écrie :

« Troyens, allez dire au père et à la mère du célèbre Ilionée de gémir dans leur palais. Hélas ! l’épouse de Promaque, fils d’Alégénor, ne sourira point non plus à l’arrivée de son époux, lorsque, loin d’Ilion, les fils des Grecs, sur leurs légers navires, retourneront dans la patrie.»

## Postérité
Il a donné son nom à l'astéroïde Juvien 5130.